# Actinostygnoides
Actinostygnoides is een geslacht van hooiwagens uit de familie Stygnidae.
De wetenschappelijke naam Actinostygnoides is voor het eerst geldig gepubliceerd door C.J.Goodnight & M.L.Goodnight in 1942. 

## Soorten
Actinostygnoides is monotypisch en omvat slechts de volgende soort:
- Actinostygnoides carus